# ماجراهای یک مرد جوان همینگوی
ماجراهای یک مرد جوان همینگوی (انگلیسی: Hemingway's Adventures of a Young Man) یک فیلم به کارگردانی مارتین ریت است که در سال ۱۹۶۲ منتشر شد.

## بازیگران
- ریچارد بیمر
- ریکاردو مونتالبان
- پل نیومن
- سوزان استراسبرگ
- جسیکا تندی
- ایلای والاک
- آرتور کندی
- کورین کالوت
- دن دیلی
- دایان بیکر
- ادوارد بینز
- فرد کلارک
- جیمز دان
- خوانو هرناندز
- شارون تیت
- تولیو کارمیناتی
- لوچیا مودونیو